# Alfred Łaszowski
Alfred Łaszowski (ur. 7 sierpnia 1914 w Warszawie, zm. 10 kwietnia 1997 tamże) – polski prozaik, eseista, krytyk literacki. Początkowo reprezentował lewicowe, a następnie radykalnie nacjonalistyczne i antysemickie poglądy (dokładnie narodowy radykalizm). Według ustaleń z 2021 kolaborant gestapo.

## Życiorys
Ukończył studia na Wydziale Filozoficznym Uniwersytetu Warszawskiego.
W młodości miał przekonania bardzo lewicowe i marksistowskie, określane przez niektórych komunistycznymi, na tyle krańcowe, że został usunięty z PPS.
Debiutował jako publicysta w 1933 roku na łamach miesięcznika "Kuźnia Młodych". W latach 30. współpracował z Klubem Artystycznym „S”.
W latach 1937–1939 był współpracownikiem tygodnika "Prosto z Mostu".
Był zwolennikiem a być może członkiem RNR Falanga. Publikował na łamach tygodnika "Falanga", gdzie był jednym z najradykalniejszych autorów. Był łącznikiem pomiędzy Falangą a Żelazną Gwardią.
W styczniu 1937 roku zaręczył się z Wandą Leśmianówną (córką Bolesława Leśmiana). Po kilku miesiącach Łaszowski oświadczył, że nie może zawrzeć małżeństwa, gdyż jest antysemitą (członkiem ONR), ale chce utrzymać związek. Jego antysemityzm był posunięty do tego stopnia, że uważał Polskę za „okupowaną” przez Żydów.
W 1937 roku został członkiem Polskiego PEN Clubu. Na kongresie PEN w Paryżu w 1937 roku, był bardzo poruszony niewystarczająco mocną, jego zdaniem, odpowiedzią Jana Parandowskiego na przemówienie delegata Palestyny (żydowskiej) Steinberga, który zarzucał polskim inteligentom obojętność na pogromy Żydów w Łodzi i Brześciu. Łaszowski zażądał od polskiej ambasady interwencji z powodu obrazy Polski. W ten sposób Łaszowski stał się inspiratorem nagonki na Jana Parandowskiego. W następnym roku (1938) Łaszowski prowadził kampanię w celu zablokowania wyjazdu Parandowskiego do Pragi, na kolejny kongres PEN, co mu się udało (osobiście przyszedł sprawdzić to na dworcu). Na zebraniu PEN-Clubu Polskiego proponował wprowadzenie paragrafu aryjskiego oraz przeciwstawiał się wyborowi pisarzy pochodzenia żydowskiego do władz (Breiter, Słonimski).
Jego przekonania w latach 1937-1939 były coraz bliższe ruchom faszystowskim. Bronił ustrojów totalitarnych (sam był totalitarystą) i działań III Rzeszy, w tym palenia książek przez hitlerowców (sam chciał palić w Polsce książki Tadeusza Boy-Żeleńskiego, Ireny Krzywickiej i pisarzy żydowskich). III Rzeszę i faszystowskie Włochy stawiał za przykład (w tym drugim państwie według niego panowała swoboda twórcza). We własnym obozie politycznym był jednym z najzacieklejszych wrogów demokracji.
Brał udział w kampanii wrześniowej jako ochotnik. W okresie okupacji był działaczem podziemia kulturalnego. W latach 1945–1947 publikował pod pseudonimem Alfred Gerard. Od 1947 był współpracownikiem Stowarzyszenia "Pax". W 1964 roku otrzymał nagrodę im. Włodzimierza Pietrzaka.
W późnych latach życia pisarz wyrażał żal z powodu swojego przedwojennego antysemityzmu (a nawet określał go mianem „historycznej psychozy”).
W odnalezionych w archiwum Stasi aktach Alfreda Spilkera – szefa niemieckiego wywiadu odpowiedzialnego za rozbicie wielu warszawskich struktur AK – Łaszowski wymieniany jest jako cenny agent gestapo i tłumacz, który pracował m.in. w obozie przejściowym w Pruszkowie.

## Twórczość
- W przeddzień wyznania
- Noc mediolańska
- Psy gończe
- Proboszcz z Saint Galo
- Oko w oko z młodością
- Sprzedaż zdarzeń
- Literatura i styl życia